# Begonya Mezquita Ramírez
Begonya Mezquita Ramírez (Sagunt, 1968) és una poeta valenciana. És autora dels llibres El perfecte somriure (1989, I Premi Vila de Mislata), Entre la distància exacta i la nit (1991), Signes de terra (1999, finalista del II Premi de Poesia Jaume Bru i Vidal de Sagunt), Una illa (2007) i Parlen els ulls (2014).
Arran de la publicació de Signes de terra, el poeta i crític literari Manuel Garcia i Grau entreveia "un registre poètic amarat d'un simbolisme existencial" que configurava "una veu alhora escèptica i fulgent" Ha estat antologada a Dotze poetes joves valencians (2000) i treballs seus han aparegut en diverses edicions col·lectives. Ha muntat diversos espectacles poètics, sovint en companyia de Manuel Rodríguez i Castelló, com A tres veus (2007). Col·labora en les revistes digitals La paraula nostra i Trapezi.